# Via Gemina
Виа Гемина (на латински: Via Gemina) е древен римски път в Североизточна Италия, в регион Фриули - Венеция Джулия между Аквилея и Емона (днес Любляна) в Словения.
Построен е вероятно от 14 пр.н.е. до 9 пр.н.е. Слива се с Виа Постумия.
XV Аполонов легион (Legio XV Apollinaris) e стациониран в Аквилея (48 – 6 пр.н.е.) и
в Емона (15 – 43 г.) XIII Близначен легион (Legio XIII Gemina) e стациониран в Емона (16пр.н.е.-9 г.).
Император Максимин Трак (упр. 235 – 238) на път за Италия използва пътя Виа Гемина. Преди Битката при река Фригид (5 – 6 септември 394 г.) император Теодосий I обсажда важната крепост Ад Пирум на Виа Гемина, след превземането ѝ се настанява там и се моли цяла нощ.